# Fuck the Facts
Fuck the Facts är ett kanadensiskt grindcoreband från Ottawa, Ontario, Kanada, grundat 1998.

## Musikstil
Fuck the Facts har haft tre olika sångare, vilka alla haft sin speciella stil som präglat bandet.

### Bandets senare period
Stigmata High-Five är bandets senaste musikstil. Element av grindcore och death-metal  finns fortfarande kvar, men har blandats upp med andra influenser.

## Bandmedlemmar

### Nuvarande
- Topon Das - gitarr
- Melanie Mongeon - sång
- Mathieu "Vil" Vilandré - trummor
- Marc Bourgon - bas

### Tidigare
- Matt Connell - Drums (February 2001–2004)
- Tim Audette - Guitar (February 2001–2003)
- Brent Christoff - Vocals (April 2001–2002)
- Shomir Das - Bass (May 23, 2001–May 26, 2001)
- Dave Menard - Guitar (2003–2005)
- Tim Olsen - Drums (2004–2006)
- Marc-Andre Mongeon - Bass (2004–2005)
- Steve Chartier - Bass (2005–2007)

### Touring
- Travis Tomchuk - sång
- Jean-Louis Wittinger - gitarr
- Leigh Newton - gitarr
- Johnathan Ibay - gitarr

## Diskografi

### Studioalbum
- 1999: Fuck the Facts (Dedfuk Records)
- 2000: Vagina Dancer (Where Late the Bird Sang)
- 2001: Discoing the Dead (Ghetto Blaster Recordings)
- 2001: Mullet Fever (Ghetto Blaster Recordings)
- 2002: Escunta (Mandarangan Recordings)
- 2003: Backstabber Etiquette (Grind It! Records)
- 2006: Stigmata High-Five (Relapse Records)
- 2008: Disgorge Mexico (Relapse Records)
- 2011: Die Miserable (Relapse Records)

### EPs med mera
- 2001: Four0ninE
- 2005: Legacy of Hopelessness
- 2006: Collection of Splits 2002-2004
- 2008: The Wreaking
- 2010: Unnamed EP
- 2010: Disgorge Mexico: The DVD